# جزيرة البقاء (فلم)
جزيرة البقاء أو جزيرة البقاء على الحياة (بالإنجليزية: Survival Island) هو فيلم إثارة صدر سنة 2005 من تأليف وإخراج ستيوارت ريفيل وبطولة كيلي بروك، خوان بابلو دي بيس وبيلي زين وإنتاج شركة يونيفرسال ستوديوز، وتم تصوير أحداث الفيلم في بهاماس.

## نبذة
تدور أحداث الفيلم حول جاك ريان (بيلي زاين) وجنيفر (كيلي بروك) الزوجان الغنيان اللذين يقررا السفر عبر يخت في منطقة البحر الكاريبي خلال عيد الميلاد. واحد من طواقمهما مانويل (خوان بابلو دي بيس)، الذي بدوره يسافر معهم وفي نفس الوقت خدمتهم في السفر، خلال الليل يقع حريق في اليخت ويقومون بالنزول للبحر حتى يفيقو الصبح ليجدو أنفسهم في شواطئ أحد الجزر المجهولة، فتبدأ الصراعات العاطيفة التي ستدفع بالزوج للانتقام من عاشق زوجته.

## الممثلين
- كيلي بروك في دور جنيفر.
- بيلي زين في دور جاك.
- خوان بابلو دي بيس في دور مانويل

## وصلات خارجية
- مقالات تستعمل روابط فنية بلا صلة مع ويكي بيانات